# Afrikaspiele 2019/Snooker
| Medaillenspiegel Snooker (nach 3 von 3 Entscheidungen) | Medaillenspiegel Snooker (nach 3 von 3 Entscheidungen) | Medaillenspiegel Snooker (nach 3 von 3 Entscheidungen) | Medaillenspiegel Snooker (nach 3 von 3 Entscheidungen) | Medaillenspiegel Snooker (nach 3 von 3 Entscheidungen) | Medaillenspiegel Snooker (nach 3 von 3 Entscheidungen) |
| Platz                                                  | Land                                                   | Gold                                                   | Silber                                                 | Bronze                                                 | Gesamt                                                 |
| ------------------------------------------------------ | ------------------------------------------------------ | ------------------------------------------------------ | ------------------------------------------------------ | ------------------------------------------------------ | ------------------------------------------------------ |
| 01                                                     | Marokko                                                | 3                                                      | 1                                                      | 2                                                      | 6                                                      |
| 02                                                     | Ägypten                                                | —                                                      | 2                                                      | 1                                                      | 3                                                      |
| Gesamt                                                 | Gesamt                                                 | 3                                                      | 3                                                      | 3                                                      | 9                                                      |

Bei den Afrikaspielen 2019 in Marokko wurden vom 20. bis 24. August 2019 im Hotel Farah in Casablanca drei Wettbewerbe in der Billarddisziplin Snooker ausgetragen, je einer für Männer und Frauen sowie ein Mixed-Bewerb.

## Medaillengewinner
| Disziplin     | Gold                            | Silber                     | Bronze                             |
| ------------- | ------------------------------- | -------------------------- | ---------------------------------- |
| Frauen Einzel | Youssra Matine                  | Gantan el-Askary           | Hakima Kissai                      |
| Mixed         | Yassine Bellamine Hakima Kissai | Amine Amiri Youssra Matine | Mohamed al-Akrady Yara Sharafeldin |
| Männer Einzel | Amine Amiri                     | Abdelrahman Abdelhamid     | Yassine Bellamine                  |

## Wettbewerbe

### Frauen Einzel
Im Frauenturnier am 20. August 2019 spielten vier Spielerinnen im Round-Robin-Format gegeneinander. Die Marokkanerin Youssra Matine siegte in allen drei Spielen und holte somit die Goldmedaille, Gantan el-Askary aus Ägypten gewann Silber und Hakima Kissai holte mit Bronze die zweite Medaille für Marokko.

#### Spiele
| Spiel | Spieler 1        | Ergebnis | Spieler 2        |
| ----- | ---------------- | -------- | ---------------- |
| 1     | Hakima Kissai    | 30:30    | Youssra Matine   |
| 2     | Gantan el-Askary | 12:12    | Yara Sharafeldin |
| 3     | Youssra Matine   | 12:12    | Yara Sharafeldin |
| 4     | Gantan el-Askary | 12:12    | Hakima Kissai    |
| 5     | Youssra Matine   | 02:02    | Gantan el-Askary |
| 6     | Hakima Kissai    | 02:02    | Yara Sharafeldin |

#### Tabelle
| Platz | Spielerin        | gewonnen | verloren | Frames | Punkte |
| ----- | ---------------- | -------- | -------- | ------ | ------ |
| 1     | Youssra Matine   | 3        | 0        | 7:1    | 6      |
| 2     | Gantan el-Askary | 2        | 1        | 4:4    | 4      |
| 3     | Hakima Kissai    | 1        | 2        | 3:5    | 2      |
| 4     | Yara Sharafeldin | 0        | 3        | 2:6    | 0      |

### Mixed
Am 21. August 2019 wurde der Wettbewerb im Mixed-Doppel ausgetragen. Wie bereits bei den Frauen spielten die vier Doppel im Modus Jeder gegen jeden. Auch hier gingen zwei Medaillen an marokkanische Spieler; Yassine Bellamine und Hakima Kissai holten ohne Niederlage Gold, Amine Amiri und Youssra Matine gewannen aufgrund des besseren Frameverhältnisses vor den Ägyptern Mohamed al-Akrady und Yara Sharafeldin Silber.

#### Spiele
| Spiel | Spieler 1                               | Ergebnis | Spieler 2                               |
| ----- | --------------------------------------- | -------- | --------------------------------------- |
| 1     | Amine Amiri Youssra Matine              | 21:21    | Yassine Bellamine Hakima Kissai         |
| 2     | Abdelrahman Abdelhamid Gantan el-Askary | 12:12    | Mohamed al-Akrady Yara Sharafeldin      |
| 3     | Amine Amiri Youssra Matine              | 03:03    | Abdelrahman Abdelhamid Gantan el-Askary |
| 4     | Mohamed al-Akrady Yara Sharafeldin      | 21:21    | Yassine Bellamine Hakima Kissai         |
| 5     | Yassine Bellamine Hakima Kissai         | 03:03    | Abdelrahman Abdelhamid Gantan el-Askary |
| 6     | Mohamed al-Akrady Yara Sharafeldin      | 12:12    | Amine Amiri Youssra Matine              |

#### Tabelle
| Platz | Spieler                                 | gewonnen | verloren | Frames | Punkte |
| ----- | --------------------------------------- | -------- | -------- | ------ | ------ |
| 1     | Yassine Bellamine Hakima Kissai         | 3        | 0        | 7:2    | 6      |
| 2     | Amine Amiri Youssra Matine              | 1        | 2        | 5:4    | 2      |
| 3     | Mohamed al-Akrady Yara Sharafeldin      | 1        | 2        | 4:5    | 2      |
| 4     | Abdelrahman Abdelhamid Gantan el-Askary | 1        | 2        | 2:7    | 2      |

### Männer Einzel
Da die vier Teilnehmer aus Algerien und Tunesien nicht antraten, wurden am 22. und 23. August 2019 nur vier statt der geplanten 16 Spiele gespielt. Die beiden bestplatzierten Spieler der beiden Gruppen qualifizierten sich für die Hauptrunde am 24. August 2019. Wie auch in den beiden zuvor ausgetragenen Wettbewerben gewann mit Amine Amiri erneut ein Marokkaner die Goldmedaille. Er besiegte im Finale Abdelrahman Abdelhamid aus Ägypten. Im Spiel um Platz 3 sicherte sich Yassine Bellamine gegen Mohamed al-Akrady Bronze.
Amiri wurde nach seinem Sieg vom afrikanischen Verband ABSC für die Snooker-Main-Tour-Spielzeiten 2019/20 und 2020/21 nominiert.

#### Gruppe A

##### Spiel
| Spiel | Spieler 1   | Ergebnis | Spieler 2              |
| ----- | ----------- | -------- | ---------------------- |
| 1     | Amine Amiri | 41:41    | Abdelrahman Abdelhamid |

##### Tabelle
| Platz | Spieler                | gewonnen         | verloren         | Frames           | Punkte           |
| ----- | ---------------------- | ---------------- | ---------------- | ---------------- | ---------------- |
| 1     | Abdelrahman Abdelhamid | 1                | 0                | 4:1              | 2                |
| 2     | Amine Amiri            | 0                | 1                | 1:4              | 0                |
| –     | Mohammed Benlama       | nicht angetreten | nicht angetreten | nicht angetreten | nicht angetreten |
| –     | Mohsen Neffati         | nicht angetreten | nicht angetreten | nicht angetreten | nicht angetreten |

#### Gruppe B

##### Spiele
| Spiel | Spieler 1         | Ergebnis | Spieler 2         |
| ----- | ----------------- | -------- | ----------------- |
| 1     | Mohamed al-Akrady | 04:04    | Mina Samuel       |
| 2     | Mina Samuel       | 41:41    | Yassine Bellamine |
| 3     | Mohamed al-Akrady | 43:43    | Yassine Bellamine |

##### Tabelle
| Platz | Spieler           | gewonnen         | verloren         | Frames           | Punkte           |
| ----- | ----------------- | ---------------- | ---------------- | ---------------- | ---------------- |
| 1     | Yassine Bellamine | 2                | 0                | 8:4              | 4                |
| 2     | Mohamed al-Akrady | 1                | 1                | 7:4              | 2                |
| 3     | Mina Samuel       | 0                | 2                | 1:8              | 0                |
| –     | Mohammed Fekrach  | nicht angetreten | nicht angetreten | nicht angetreten | nicht angetreten |
| –     | Oussema Harzallah | nicht angetreten | nicht angetreten | nicht angetreten | nicht angetreten |

#### Hauptrunde

##### Halbfinale bis Finale
|  | Halbfinale | Halbfinale             | Halbfinale |    |                        | Finale           | Finale            | Finale           |
|  |            |                        |            |    |                        |                  |                   |                  |
|  |            |                        |            |    |                        |                  |                   |                  |
|  | A1         | Abdelrahman Abdelhamid | 4          |    |                        |                  |                   |                  |
|  | B2         | Mohamed al-Akrady      | 3          |    |                        |                  |                   |                  |
|  |            |                        |            | A1 | Abdelrahman Abdelhamid | 3                |                   |                  |
|  |            |                        |            |    | A2                     | Amine Amiri      | 4                 |                  |
|  | B1         | Yassine Bellamine      | 2          |    |                        |                  |                   |                  |
|  | A2         | Amine Amiri            | 4          |    |                        | Spiel um Platz 3 | Spiel um Platz 3  | Spiel um Platz 3 |
|  |            |                        |            |    |                        | B2               | Mohamed al-Akrady | 2                |
|  | B1         | Yassine Bellamine      | 4          |    |                        |                  |                   |                  |
|  |            |                        |            |    |                        |                  |                   |                  |

##### Finale
| Finale: Best of 7 Frames Hotel Farah, Casablanca, Marokko, 24. August 2019 |                |             |
| Abdelrahman Abdelhamid                                                     | 3:4            | Amine Amiri |
| –                                                                          | Höchstes Break | –           |
| –                                                                          | Century-Breaks | –           |
| –                                                                          | 50+-Breaks     | –           |